# Julián Krakov
Julián Krakov (11 de mayo de 1980 en Buenos Aires) es un actor argentino.

## Trabajos

### Cine
- La vida por Perón (2004)  - Santiago
- Las mantenidas sin sueños (2007)  - Santiago
- Crónica de una fuga (2006)  - Mario
- Palabra por palabra (2007)  - Marcos
- Más que un hombre (2007)  - Olaf
- El estudiante (2011)  - Mauricio
- Marisa, 80 kilos (2011 / cortometraje)  - Juan
- Mala (2013)  - Carlos Javier

### Televisión
- Disputas (Telefe,2002)
- Sangre fría (Telefe, 2004) - Eduardo Urquijo.
- Gladiadores de Pompeya (Canal 9, 2006) - Cristian Campos
- Mi problema con las mujeres (Telefe, 2012) - Lautaro
- Un año sin nosotros (serie) Jorge.
- La casa (TV Pública, 2015) - Pepe.
- Bambalinas Deportivas Juan Carlos Sarluga.
- La mente del poder (2024) Médico Gregorio.
- En el barro (2025) Cliente (Episodio 2).